# Свийи
Свийи (мальт. Is-Swieqi, англ. Swieqi) — город на Мальте. На мальтийском языке название города означает «водные каналы», существовавшие ранее на этой территории.

## Общие сведения
Свийи расположен в северной части острова Мальта. Находится в непосредственной близости от туристического центра — города Сент-Джулианс. Население составляет 10 тыс. человек по состоянию на 2014 год.
К муниципалитету Свийи относятся также деревни Ибрадж (Ta’ L-Ibrag), Мадлена (Madliena) и, частично, Сент-Эндрюс (St. Andrew's).